# Love Hurts (quadrinhos)
Love Hurts é um romance gráfico brasileiro de autoria de Murilo Martins, lançado de forma independente em 2011. A publicação começou como um fanzine feito por Murilo e Alessandra, sua namorada (eles faziam o fanzine quando brigavam um com o outro). A "versão" atual foi feita depois deles terminarem o namoro novamente e traz histórias variadas sobre pessoas que se decepcionam com o amor, incluindo, entre outras, uma HQ curta sobre um cientista que se apaixonou pela Laika, o primeiro animal a orbitar a Terra, e outra sobre um fã de R.E.M. (o próprio Murilo) decepcionado com o fim da banda.
Além das HQs curtas sobre amor, Love Hurts também apresenta pôsteres e telas de silk-screen com ilustrações e infográficos feitos por Murilo. O livro foi lançado durante a Rio Comicon de 2011 e foi um dos destaques do evento. No ano seguinte, Murilo fez uma versão em inglês que foi lançada na San Diego Comic-Con e depois passou a ser vendida mundialmente pela Khepri Comics, loja online especializada em quadrinhos independentes.
Love Hurts tem 48 páginas em preto e branco e, além dos infográficos que "explicam", sem texto, os acontecimentos da história, ainda tem ilustrações nos cantos de página nos quais ele e Alessandra, que atua como editora, discutem o conteúdo do livro.
Em 2012, o livro ganhou o Prêmio Angelo Agostini de melhor lançamento independente.